# Campeonato Mundial de Natação em Piscina Curta de 2021 - 100 m medley masculino
A prova dos 100 metros nado medley masculino do Campeonato Mundial de Natação em Piscina Curta de 2021 foi disputado entre 18 e 19 de dezembro de 2021, na Etihad Arena, em Abu Dhabi, nos Emirados Árabes Unidos.

## Recordes
Antes desta competição, os recordes mundiais e do campeonato nesta prova eram os seguintes:
|                       | Nome               | Nacionalidade  | Tempo | Local     | Data                   |
| --------------------- | ------------------ | -------------- | ----- | --------- | ---------------------- |
| Recorde mundial       | Caeleb Dressel     | Estados Unidos | 49.28 | Budapeste | 22 de novembro de 2020 |
| Recorde do campeonato | Kliment Kolesnikov | Rússia         | 50.63 | Hangzhou  | 14 de dezembro de 2018 |

## Medalhistas
| Ouro               | Prata            | Bronze              |
| Kliment Kolesnikov | Tomoe Hvas (NOR) | Thomas Ceccon (ITA) |

## Resultados

### Eliminatórias
As eliminatórias ocorreram dia 18 de dezembro com um total de 39 nadadores.
| Colocação | Bateria | Raia | Nadador                | Nacionalidade                   | Tempo   | Notas            |
| --------- | ------- | ---- | ---------------------- | ------------------------------- | ------- | ---------------- |
| 1         | 5       | 5    | Daiya Seto             | Japão                           | 51.52   | Q                |
| 2         | 4       | 2    | Caio Pumputis          | Brasil                          | 51.99   | Q                |
| 3         | 3       | 3    | Finlay Knox            | Canadá                          | 52.05   | Q                |
| 4         | 4       | 3    | Tomoe Hvas             | Noruega                         | 52.48   | Q                |
| 5         | 5       | 4    | Marco Orsi             | Itália                          | 52.53   | Q                |
| 6         | 4       | 7    | Hwang Sun-woo          | Coreia do Sul                   | 52.56   | Q                |
| 7         | 3       | 2    | Yakov Toumarkin        | Israel                          | 52.62   | Q                |
| 7         | 3       | 4    | Kliment Kolesnikov     | Federação Russa de Natação      | 52.62   | Q                |
| 9         | 5       | 7    | Leonardo Coelho Santos | Brasil                          | 52.80   | Q                |
| 10        | 5       | 2    | Heiko Gigler           | Áustria                         | 52.81   | Q                |
| 11        | 3       | 7    | Georgios Spanoudakis   | Grécia                          | 52.85   | Q                |
| 11        | 4       | 4    | Marcin Cieślak         | Polónia                         | 52.85   | Q                |
| 13        | 5       | 1    | Nic Fink               | Estados Unidos                  | 52.87   | Q                |
| 14        | 4       | 6    | Bernhard Reitshammer   | Áustria                         | 52.91   | Q                |
| 15        | 4       | 5    | Thomas Ceccon          | Itália                          | 52.96   | Q                |
| 16        | 3       | 5    | Andreas Vazaios        | Grécia                          | 52.98   | Q                |
| 17        | 5       | 3    | Michael Andrew         | Estados Unidos                  | 53.04   |                  |
| 18        | 4       | 1    | Alexis Santos          | Portugal                        | 53.08   |                  |
| 19        | 3       | 0    | Stan Pijnenburg        | Países Baixos                   | 53.29   |                  |
| 20        | 4       | 0    | Louis Croenen          | Bélgica                         | 53.32   |                  |
| 21        | 3       | 6    | Andrey Zhilkin         | Federação Russa de Natação      | 53.49   |                  |
| 22        | 3       | 8    | Ronny Brännkärr        | Finlândia                       | 53.55   |                  |
| 23        | 4       | 8    | Metin Aydın            | Turquia                         | 53.87   |                  |
| 24        | 3       | 9    | Berke Saka             | Turquia                         | 53.90   |                  |
| 25        | 4       | 9    | Ádám Halás             | Eslováquia                      | 54.00   |                  |
| 26        | 2       | 7    | Balázs Holló           | Hungria                         | 54.05   |                  |
| 27        | 2       | 6    | Roman Mityukov         | Suíça                           | 54.31   |                  |
| 28        | 2       | 1    | Benjamin Hockin        | Paraguai                        | 54.70   |                  |
| 29        | 1       | 3    | Munzer Kabbara         | Líbano                          | 54.79   | Recorde nacional |
| 30        | 2       | 5    | Guido Buscaglia        | Argentina                       | 55.17   |                  |
| 31        | 2       | 3    | Cevin Anders Siim      | Estónia                         | 55.40   |                  |
| 32        | 1       | 6    | Erick Gordillo         | Guatemala                       | 55.45   | Recorde nacional |
| 33        | 2       | 8    | Ronens Kermans         | Letônia                         | 56.27   |                  |
| 34        | 2       | 0    | Ronan Wantenaar        | Namíbia                         | 56.92   |                  |
| 35        | 1       | 5    | Tasi Limtiaco          | Estados Federados da Micronésia | 57.05   |                  |
| 36        | 1       | 2    | Nguyễn Hữu Kim Sơn     | Vietname                        | 57.70   |                  |
| 37        | 2       | 9    | Thomas Wareing         | Malta                           | 58.33   |                  |
| 38        | 1       | 4    | Manuel Campo           | El Salvador                     | 58.95   |                  |
| 39        | 1       | 7    | Mohamed Aan Hussain    | Maldivas                        | 1:05.20 |                  |
| 40        | 2       | 2    | Maximillian Ang        | Singapura                       | DNS     |                  |
| 40        | 2       | 4    | Jaouad Syoud           | Argélia                         | DNS     |                  |
| 40        | 3       | 1    | José Martínez          | México                          | DNS     |                  |
| 40        | 5       | 0    | Mohamed Samy           | Egito                           | DNS     |                  |
| 40        | 5       | 6    | Duncan Scott           | Reino Unido                     | DNS     |                  |
| 40        | 5       | 8    | Markus Lie             | Noruega                         | DNS     |                  |
| 40        | 5       | 9    | Jan Šefl               | Chéquia                         | DNS     |                  |

### Semifinal
A semifinal ocorreu dia 18 de dezembro.
| Colocação | Bateria | Raia | Nadador                | Nacionalidade              | Tempo | Notas            |
| --------- | ------- | ---- | ---------------------- | -------------------------- | ----- | ---------------- |
| 1         | 1       | 6    | Kliment Kolesnikov     | Federação Russa de Natação | 51.33 | Q                |
| 2         | 1       | 5    | Tomoe Hvas             | Noruega                    | 51.39 | Q,               |
| 3         | 2       | 4    | Daiya Seto             | Japão                      | 51.52 | Q                |
| 4         | 2       | 8    | Thomas Ceccon          | Itália                     | 51.86 | Q                |
| 5         | 1       | 8    | Andreas Vazaios        | Grécia                     | 51.89 | Q                |
| 6         | 2       | 5    | Finlay Knox            | Canadá                     | 51.99 | Q                |
| 7         | 1       | 1    | Bernhard Reitshammer   | Áustria                    | 52.03 | Q                |
| 7         | 2       | 3    | Marco Orsi             | Itália                     | 52.03 | Q                |
| 9         | 1       | 3    | Hwang Sun-woo          | Coreia do Sul              | 52.13 | Recorde nacional |
| 10        | 1       | 2    | Heiko Gigler           | Áustria                    | 52.21 |                  |
| 11        | 2       | 6    | Yakov Toumarkin        | Israel                     | 52.27 |                  |
| 12        | 1       | 7    | Marcin Cieślak         | Polónia                    | 52.45 |                  |
| 12        | 2       | 2    | Leonardo Coelho Santos | Brasil                     | 52.45 |                  |
| 14        | 1       | 4    | Caio Pumputis          | Brasil                     | 52.65 |                  |
| 15        | 2       | 7    | Georgios Spanoudakis   | Grécia                     | 52.85 |                  |
| 16        | 2       | 1    | Nic Fink               | Estados Unidos             | 54.07 |                  |

### Final
A final foi realizada em 19 de dezembro.
| Colocação         | Raia | Nadador              | Nacionalidade              | Tempo | Notas            |
| ----------------- | ---- | -------------------- | -------------------------- | ----- | ---------------- |
| Medalha de ouro   | 4    | Kliment Kolesnikov   | Federação Russa de Natação | 51.09 |                  |
| Medalha de prata  | 5    | Tomoe Hvas           | Noruega                    | 51.35 | Recorde nacional |
| Medalha de bronze | 6    | Thomas Ceccon        | Itália                     | 51.40 |                  |
| 4                 | 3    | Daiya Seto           | Japão                      | 51.46 |                  |
| 5                 | 7    | Finlay Knox          | Canadá                     | 51.70 | Recorde nacional |
| 6                 | 2    | Andreas Vazaios      | Grécia                     | 51.74 |                  |
| 7                 | 8    | Marco Orsi           | Itália                     | 51.76 |                  |
| 8                 | 1    | Bernhard Reitshammer | Áustria                    | 52.16 |                  |

Legenda
| Recorde mundial       | Recorde mundial (World record)               |                       | Recorde africano                      | Recorde africano (African) |                                           | Q | Classificado por posição (Qualified) |
| Recorde do campeonato | Recorde do campeonato (Championship record)  | Recorde da América    | Recorde da América (Americas)         | q                          | Classificado por melhor tempo (Qualified) |   |                                      |
| Melhor marca do ano   | Melhor marca do ano (World leading)          | Recorde asiático      | Recorde asiático (Asian)              | DNS                        | Não largou (Did not start)                |   |                                      |
| Recorde nacional      | Recorde nacional (National record)           | Recorde europeu       | Recorde europeu (European)            | DNF                        | Não terminou (Did not finish)             |   |                                      |
| Recorde pessoal       | Recorde pessoal do atleta (Personal best)    | Recorde da Oceania    | Recorde da Oceania (Oceania)          | DSQ / DQ                   | Desclassificado (Disqualified)            |   |                                      |
| Recorde da temporada  | Recorde da temporada do atleta (Season best) | Recorde sul-americano | Recorde sul-americano (South America) | NM                         | Sem marca (No mark)                       |   |                                      |